# Ophiozonella casta
Ophiozonella casta är en ormstjärneart som först beskrevs av Jean Baptiste François René Koehler 1904.  Ophiozonella casta ingår i släktet Ophiozonella och familjen Ophiolepididae. Inga underarter finns listade i Catalogue of Life.